# Wiktor Staniewicz
Wiktor Emeryk Jan Staniewicz herbu Gozdawa (ur. 21 września 1866 w Samarze, zm. 23 grudnia 1932 w Wilnie) – polski matematyk, profesor i rektor Uniwersytetu Stefana Batorego w Wilnie.

## Życiorys
Ukończył niemieckie gimnazjum klasyczne w Petersburgu (1883). Studiował matematykę pod kierunkiem Jana Sochockiego na uniwersytecie w Petersburgu który ukończył jako kandydat nauk w 1887. Podczas studiów związał się z ruchem socjalistycznym zajmując się kolportażem wydawnictw zagranicznych wydawnictw Socjalno-Rewolucyjnej Partii Proletariat – „Przedświtu” i „Walki Klas”. Po aresztowaniu przez żandarmerię rosyjską odmówił złożenia zeznań. Dzięki koneksjom i znajomościom swego ojca po ponad dwumiesięcznym uwięzieniu został zwolniony. Od 1 kwietnia 1888 roku do kwietnia 1892 pracował jako asystent w katedrze matematyki uniwersytetu. W 1890 uzyskał stopień magistra matematyki. Równocześnie do wiosny 1888 wykładał matematykę w Gimnazjum Maja, potem przez 10 lat uczył matematyki na pensji żeńskiej katolickiej przy kościele św. Katarzyny w Petersburgu – zrezygnował z tej pracy w proteście przeciw usunięciu przez zarząd dwóch nauczycielek oskarżanych o radykalne poglądy społeczne. W latach 1894–1902 był nauczycielem matematyki w gimnazjum żeńskim Stojanowa. Poza tym był wykładał matematykę w Konstatynowskiej Szkole Artylerii oraz na Wyższych Żeńskich Kursach (Bestużewskich), także w Instytucie Inżynierów Komunikacji oraz w Instytucie Elektrotechnicznym w Petersburgu. 
W latach 1902–1907 profesor nadzwyczajny w katedrze matematyki w Państwowym Instytucie Politechnicznym w Sankt Petersburgu im. Piotra Wielkiego. W latach 1905–1907 był profesorem zajmującym się sprawami studenckimi i odpowiedzialnym za bursy studenckie. W 1907 roku, po  ujawnieniu działalności tajnych organizacji studenckich na politechnice, ostał aresztowany i skazany razem z ówczesnym rektorem Politechniki, ks. Gagarinem na trzy lata pozbawienia prawa do służby państwowej i samorządowej. Przez trzy następne lata nadal wykładał na Politechnice, ale w charakterze profesora kontraktowego. W latach 1912–1919 po powrocie na uczelnię był profesorem katedry matematyki  od 1915 do 1917 także dziekanem wydziału inżynierii budowlanej, a od 1917 do 1918 prorektorem. Po wybuchu rewolucji rosyjskiej w 1917 uaktywnił się politycznie. W lipcu 1917 stanął na czele Polskiego Związku Radykalno-Demokratycznego na Litwie i Białorusi, utworzonego w Petersburgu, który domagając się reformy rolnej i poprawy sytuacji robotników głosił program zbliżenia wszystkich narodowości tych krajów i ich niepodległości. Pod koniec 1917 uczestniczył w próbach utworzenia Polskiej Narodowej Komisji Wykonawczej w Rosji, co zostało udaremnione przez narodowych demokratów.
W 1919 przeniósł się do Wilna, gdzie pod koniec tego roku został profesorem nadzwyczajnym matematyki na Uniwersytecie Stefana Batorego w Wilnie. 1 maja 1920 został mianowany profesorem zwyczajnym. Od 1 kwietnia 1920 do 15 września 1921 był dziekanem Wydziału Matematyczno-Przyrodniczego, otrzymał tytuł profesora honorowego tego wydziału. Krótko, od 23 sierpnia do 4 września 1921 był zastępcą szefa sekcji IV w Ministerstwie Wyznań Religijnych i Oświecenia Publicznego w Warszawie. Potem sprawował stanowisko rektora USB od 15 września 1921 do 15 września 1922 jako pierwszy rektor z wyboru tej polskiej uczelni.  Jako rektor podpisał uroczysty akt złączenia Litwy Środkowej z RP (18 kwietnia 1922).  W listopadzie 1928 został wybrany na prodziekana Wydz. Matematyczno-Przyrodniczego, ale już wiosną 1929 zrezygnował z powodu postępującej gruźlicy. W latach 1930–1931 przebywając na urlopie zdrowotnym odbył kurację we Włoszech. W 1931 przeszedł na emeryturę. 24 kwietnia 1932 został profesorem honorowym USB. Był członkiem Polskiego Towarzystwa Matematycznego, w latach 1921–1923 pełnił funkcję prezesa. Został pochowany na cmentarzu Na Rossie w Wilnie 28 grudnia 1932 (kwatera 2).

## Życie prywatne
Syn zesłańca, oficera armii ros. i statystyka Jana Onufrego (1832-1901) i Matyldy z Lubańskich, Jego braćmi byli: elektrotechnik i profesor Politechniki Warszawskiej Leon Jan (1871-1951). Był stryjem inżyniera rolnika i profesora Politechniki Warszawskiej Leona (1900-1953) i aktora filmowego Zbigniewa (1906-1934). Jego żoną była Teresa z domu Ławcewicz (1874-1942). Mieli sześcioro dzieci: inżyniera i majora WP Wiktora (1898-1960), inżyniera i ofiary zbrodni katyńskiej Jana (1899-1940), lekarkę stomatologii Marię (1896-?) żonę Edmunda Jungowskiego (1895-1969), zakonnicę Jadwigę (1904-1983), Teresę (1901-1978) żonę lekarza Leona Achmatowicza, lekarkę Helenę (1902-1976), żonę chemika Osmana Achmatowicza (1899-1988). 

## Ordery i odznaczenia
- Krzyż Komandorski Orderu Odrodzenia Polski – 2 maja 1923 „za zasługi, położone około przyłączenia Wilna i Ziemi Wileńskiej do Rzeczypospolitej Polskiej”[6][7]